# G.Dodderi, Turuvekere
G.Dodderi là một làng thuộc tehsil Turuvekere, huyện Tumkur, bang Karnataka, Ấn Độ.